# Svatý Bavo

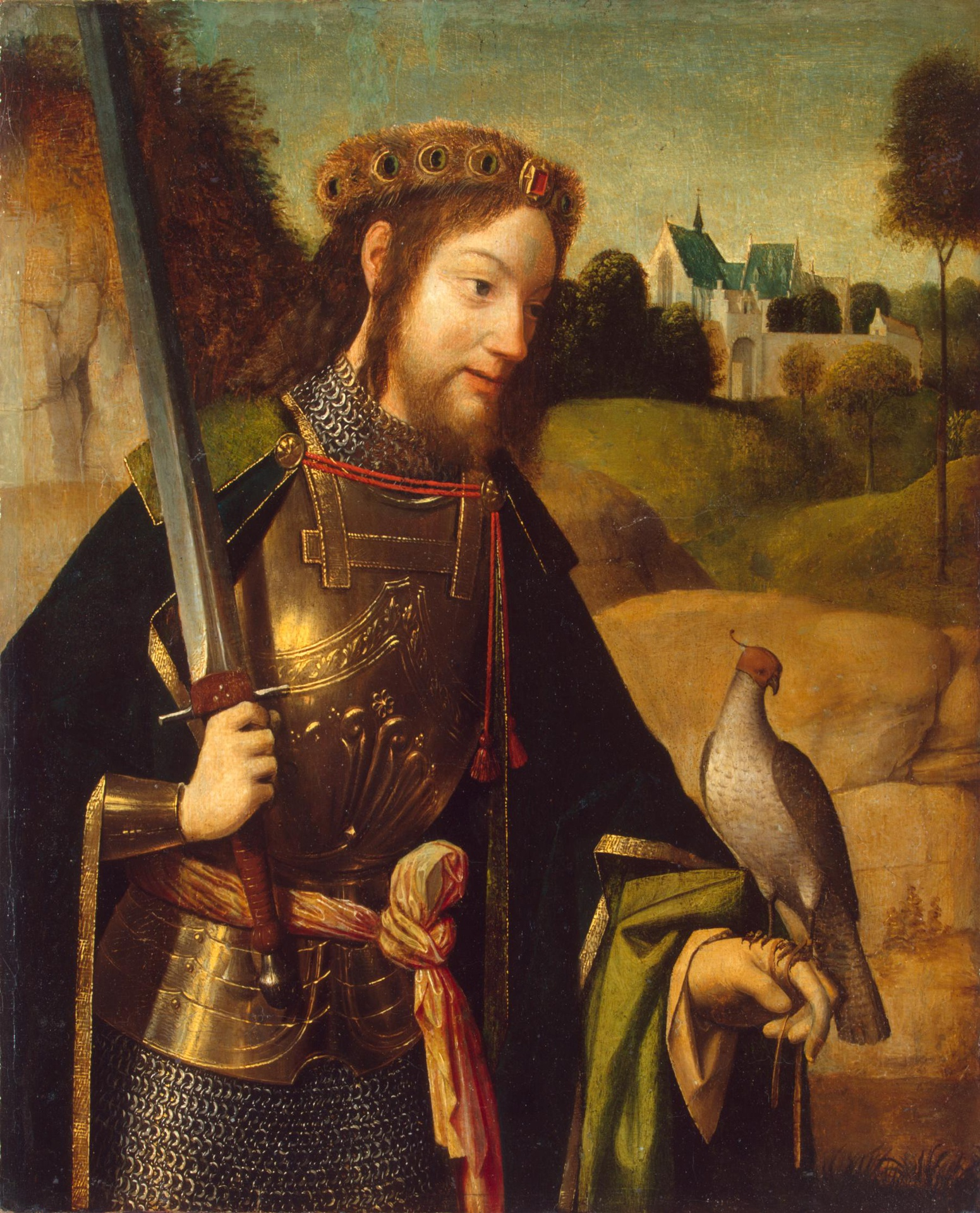
Sint-Bavo, obray Geertgena tot Sint Janse, poslední čtvrtina 15. století

Svatý Bavo, známý též jako Allowin, Bavonius, Baaf († kolem roku 655), je světec 7. století uctívaný ve Flandrech a především v Gentu. Dochovaly se čtyři texty o jeho životě, většinou legendy; nejstarší pochází patrně z doby opata Eginarda, zemřelého v roce 844.

## Biografie
Bavo se narodil koncem 6. nebo počátkem 7. století poblíž Lutychu v dnešní Belgii. Jmenoval se původně Allowin van Haspengouw a pocházel ze šlechtické rodiny, podle legendy byl synem Pipina I. Staršího a blahoslavené Idy z Nivelles (kromě Bavona byla matkou sv. Gertrudy a sv. Beggy).
V mládí byl krutý a prodával své služebníky jiným místním šlechticům. Byl vojákem a vedl nevázaný život. Uzavřel sňatek s dcerou Adilia, merovejského hraběte, s níž měl dceru Adeltrudis. Nedlouho po smrti své mladé manželky, pod vlivem své zbožné dcery a kázání svatého Amanda se rozhodl svůj život změnit a obrátil se; rozdal svůj majetek chudým a klášteru sv. Amanda. Spolu se sv. Amandem hlásal slovo Boží na řadě evangelizačních cest po Francii a Flandrách, poté se vrátil do Gentu a po svolení sv. Amanda vedl po dobu tří let život jako poustevník a asketa v cele, kterou si postavil na velkém stromě v lese; jako způsob umrtvování nosil s sebou každodenně cestou na mši velký kámen. Nakonec se stal mnichem a vstoupil do kláštera sv. Amanda v Maubeuge ve Francii, který posléze přijal jeho jméno a napříště byl znám jako klášter sv. Bavona. Zde 1. října roku 654 nebo 655 zemřel a byl pochován. Při jeho pohřbu se měl stát zázrak - ďáblem posedlá žena se dotkla jeho těla a uzdravila se. V současnosti jsou jeho ostatky uloženy v katedrále v Gentu a v benediktinském klášteře v Nesle-la-Reposte, kam je odnesli mniši prchající v letech 882-883 před normanskou invazí.

## Odkaz
Svatý Bavo nebo Svatý Baaf je velmi oblíbeným světcem v širší oblasti svého původu, ve Flandrech (v Belgii a Nizozemí), je např. patron a ochránce měst Gentu a Lauwe v Belgii a Haarlemu v Nizozemí (Haarlem měl zachránit při obléhání v roce 1268, kdy se zjevil na nebi se štítem v levé a se sokolem na pravé ruce; vyděšení oblehatelé prchli). Je mu zasvěceno několik desítek církevních staveb především v Belgii, mezi nejznámější náleží dva kostely z období gotiky – katedrála v Gentu a kostel v Haarlemu – a římskokatolická katedrála z konce 19. a počátku 20. století v Haarlemu. Jméno sv. Bavona má v názvu vesnice Sint-Baafs-Vijve v Západních Flandrech s kostelem z 11. století, jeho jméno v sobě údajně nese název města Bamberk (původně Bavonberg = Bavonova hora).

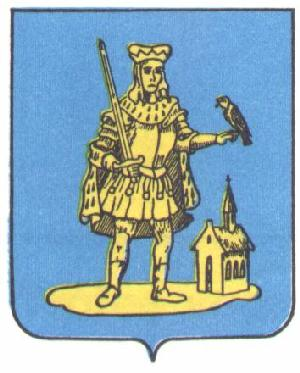
Sv. Bavo na znaku Wilrijku

V ikonografii je zpodobňován jako rytíř s mečem, štítem či malými váhami a sokolem. K tomuto atributu se váže následující legenda: Bavo byl jednou obviněn z krádeže cvičeného bílého sokola, za což byl v té době trest smrti oběšením; když už měl být trest vykonán, přiletěl oživlý sokol, posadil se na šibenici a jako symbol nevinnosti dosvědčil Bavonovu nevinu. Bevo je uctíván jako patron sokolníků a ochránce proti černému kašli. Svátek sv. Bavona se slaví v Gentu 1. října a 1. srpna; v Haarlemu však 9. srpna a 1. května.
Jeho obraz je na znaku Wilrijku (původně samostatného města, od 1. ledna 1983 čtvrti Antverp, druhého největšího města Belgie).